# 姬当
姬当（？—前67年），周子南君姬嘉之孙，姬置之子。
西汉始元四年（前83年），姬当承袭为周子南君。十六年后的地节三年（前67年），姬当因为指使家奴杀死家丞，被判处弃市的死刑。周子南君的爵位直到两年后才由姬当的弟弟姬延年承袭。